# Штумпф, Хорст
Хорст Штумпф (нем. Horst Stumpf; 20 ноября 1887 — 25 ноября 1958) — германский военачальник, генерал танковых войск (1944), кавалер Рыцарского креста Железного креста (1941).

## Биография
Начал службу в прусской армии общегерманских войск в 1907 году в качестве кадета, с 1908 года — лейтенант. Участвовал в Первой мировой войне, 18 апреля 1916 года произведен в капитаны, был ранен. Награжден Железными крестами обоих классов. 
После поражения — в рейхсвере. 1 апреля 1929 года получил звание майора, 1 сентября 1933 года — подполковника, 1 июля 1935 года — полковника, назначен командиром 3-го стрелкового полка в Эберсвальде, с 1 января 1937 года — командир 3-й стрелковой бригады в Эберсвальде, с 1 января 1938 года — командир 3-й танковой бригады. 1 марта 1939 года ему было присвоено звание генерал-майора. 
Командовал 3-й танковой бригадой 3-й танковой дивизии в Польской кампании. 7 октября 1939 года назначен командиром 3-й танковой дивизии, с которой участвовал во Французской кампании. 13 ноября 1940 года назначен командиром новой 20-й танковой дивизии, 1 февраля 1941 года произведен в генерал-лейтенанты. 
Командовал 20-й танковой дивизией 39-го мотокорпуса 3-й танковой группы в войне против СССР, отличился при захвате Минска и Витебска, в дальнейшем участвовал в Смоленском сражении. 10 сентября 1941 года оставил командование и переведен в резерв фюрера, 29 сентября 1941 года награжден Рыцарским крестом Железного креста. 
1 апреля 1942 года назначен военным инспектором в Кёнигсберг. В июле 1944 года назначен генерал-инспектором танковых войск армии резерва, 9 ноября 1944 года получил звание генерала танковых войск.
После поражения — в плену армии США.

## Семья
Его брат Ганс-Юрген Штумпф — генерал-полковник люфтваффе.